# Verband Deutscher Vermessungsingenieure
Der Verband Deutscher Vermessungsingenieure e. V. (VDV) ist ein Berufsverband für Ingenieure der Geodäsie und Geoinformatik. Der 1949 gegründete Verband hat ca. 4500 Mitglieder (Stand: Dezember 2021) und ist im Lobbyregister des Deutschen Bundestages als Interessenvertretung registriert.

## Geschichte
Der VDV wurde am 25. März 1949 als Verein Deutscher Ingenieure und Techniker des Vermessungswesens in Essen gegründet. Am 1. Januar 1958 wurde er in Verband Deutscher Vermessungsingenieure umbenannt.

## Organisation
Der VDV gliedert sich in den Bundesverband, die Landesverbände und die Bezirke. Der Hauptsitz ist Wuppertal.
Präsident des VDV ist Wilfried Grunau. Weitere Mitglieder des Präsidiums sind der Geschäftsführer Burkhard Kreuter, der Schatzmeister Michael Kilian und der Schriftführer Ullrich Wille. Vizepräsidenten sind Ullrich Wille und Henry Freisinger (Stand 2024).

### Präsidenten
Präsidenten bzw. Vorsitzende seit der Gründung:
- 1949–1950: 1. Vorsitzender Hans Janke
- 1950–1954: 1. Vorsitzender Walter Nicolini
- 1954–1956: 1. Vorsitzender Hans Henselder
- 1956–1957: 1. Vorsitzender Wolfgang Beicken
- 1957–1969: 1. Vorsitzender Hermann Nedorn
- 1969–1993: 1. Vorsitzender Wolfgang Beicken
- seit 1993: Präsident Wilfried Grunau

### Geschäftsführer
Geschäftsführer seit 1962:
- 1962–1969: Hermann Nedorn
- 1969–1977: Wolfgang Beicken
- 1977–1993: Hans Soest
- seit 1993: Burkhard Kreuter

## Aktivitäten
Der VDV vertritt seine Mitglieder bei berufspolitischen und fachbezogenen Themen und wirkt bei der strukturellen Gestaltung des deutschen Vermessungswesen mit. Ein weiterer wichtiger Zweck des Verbandes ist die berufliche Weiterbildung. Zu diesem Zweck besteht das eigenständige, als gemeinnützig anerkannte Bildungswerk VDV. Das Bildungswerk führt in verschiedenen Fachgruppen Fortbildungsveranstaltungen durch.

### Publikationen
Die Verbandszeitschrift VDVmagazin erscheint 6-mal jährlich und ist für die Mitglieder kostenlos. Am 1. Mai 1950 erschien die erste Ausgabe unter dem Titel Der Fluchtstab. Mit der Umbenennung des Verbandes zum 1. Januar 1958 wurde auch die Zeitschrift in Der Vermessungsingenieur umbenannt. Am 1. Januar 2006 erfolgte die Umbenennung in VDVmagazin.
In loser Folge erscheint die VDV-Schriftenreihe, in der Fachartikel zu aktuellen Themen zusammengefasst und veröffentlicht werden.

### Mitgliedschaften
Der VDV vertritt die Interessen seiner Mitglieder als Mitglied in den folgenden Verbänden/Organisationen:
- Zentralverband der Ingenieurvereine (ZBI)
- Gaußgesellschaft
- Förderkreis Vermessungstechnisches Museum
- Deutsche Hydrographische Gesellschaft (DHyG)
- Ausschuss für Honorarordnung (AHO)
- Deutscher Dachverband für Geoinformation (DDGI)
- European Group of Surveyors (EGOS)
- Deutscher Förderverein zur Stärkung der Forschung zur Normung und Standardisierung (FNS)
- Interessengemeinschaft Geodäsie (IGG)

### Ehrung Goldenes Lot

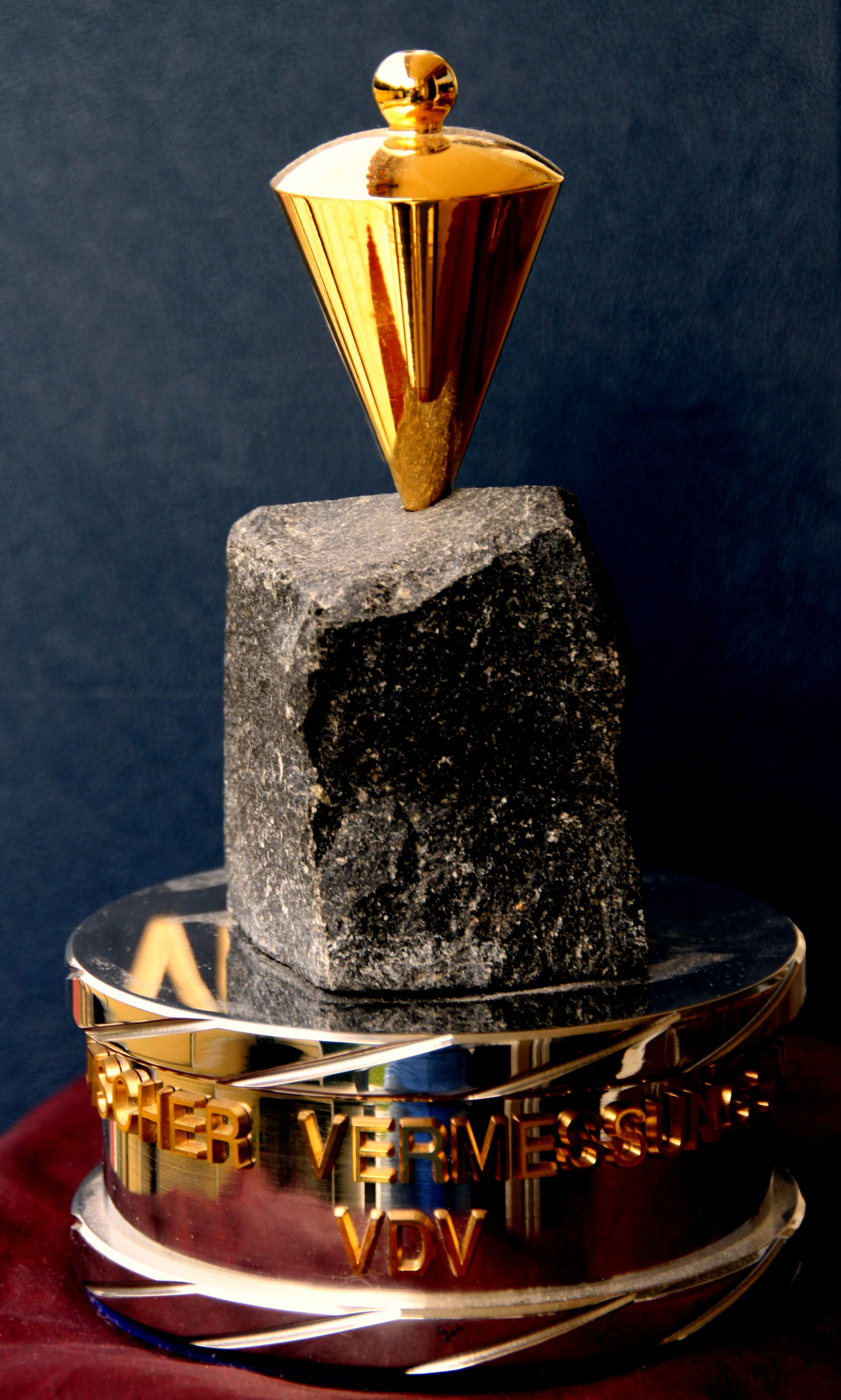
VDV-Auszeichnung Goldenes Lot

Nach der Ehrenordnung des VDV kann der Verband Persönlichkeiten des öffentlichen Lebens, die in besonderer Weise zu einer gesellschaftlichen Debatte im Sinne von Technikrelevanz beigetragen haben, mit dem GOLDENEN LOT auszeichnen. Der nicht dotierte Preis wird seit 1990 vergeben. Stifter und Gestalter des Goldenen Lotes ist Dipl.-Ing. Wolfgang Kramer († 2014, Ehrenvorsitzender des Bezirks Köln).
Bisherige Preisträger
- 1990 – Wolfgang Beicken, VDV-Bundesvorsitzender
- 1991 – Hans-Dietrich Genscher, Bundesaußenminister
- 1992 – Erwin Jacobs, Eurotunnel Dover-Calais
- 1993 – Josef Campinge, ZBI-Präsident
- 1994 – Norbert Burger, Oberbürgermeister Stadt Köln
- 1995 – Giorgio Poretti, Höhenbestimmung des Mt. Everest
- 1996 – Ulf Merbold, ESA-Astronaut
- 1997 – Johannes Rau, Ministerpräsident NRW
- 1998 – Harald Lucht, Senatsrat, Leiter Kataster und Vermessung Bremen
- 1999 – Hans Hass, Tiefseeforscher, Buchautor und Filmemacher
- 2000 – Manfred Bonatz, Erdschwereforscher, Gründer des GeoObservatoriums Odendorf
- 2001 – Dagmar Schipanski, Physikerin und Mitglied der UNESCO Weltkommission für Ethik in Wissenschaft und Technologie
- 2002 – Joachim Gauck, Bürgerrechtler, Bundespräsident, im Jahr 2002 Bundesbeauftragter für die Unterlagen des Staatssicherheitsdienstes der ehemaligen Deutschen Demokratischen Republik
- 2003 – Wilfried Grunau, Präsident des Verbandes Deutscher Vermessungsingenieure, Präsident im Zentralverband der Ingenieurvereine
- 2004 – Michael McKay, Flugleiter der ersten Marsmission Mars-Express und der ersten Mondmission Smart 1 der ESA.
- 2005 – Klaus Töpfer, Executiv-Direktor des UN-Umweltprogramms (UNEP) mit Sitz in Nairobi/Kenia
- 2006 – Eberhard Burger, Baudirektor für den Wiederaufbau der Dresdner Frauenkirche
- 2007 – Rita Süssmuth, Bundestagspräsidentin a. D.
- 2008 – Arved Fuchs, Polarforscher
- 2009 – Fritz Pleitgen, ehem. Intendant des WDR und Vorsitzender der Geschäftsführung der Ruhr.2010 GmbH.
- 2010 – Hagen Graeff, Ehrenpräsident der DVW – Gesellschaft für Geodäsie, Geoinformation und Landmanagement
- 2011 – Ranga Yogeshwar, Wissenschaftsjournalist
- 2012 – Rolf Bull, Chefredakteur des VDVmagazin
- 2013 – Bernhard Hoëcker, Comedian und Buchautor[6]
- 2014 – Klaus Grewe, Geodät und Altertumsforscher (Eifelwasserleitung)[7]
- 2015 – Hans Fröhlich, Ingenieur, Hochschullehrer und Geodät[8]
- 2016 – Amelie Deuflhard, Theaterproduzentin und -intendantin[9]
- 2017 – Jörn Lauterjung, Direktor des Departments Geoservices am Deutschen GeoForschungsZentrum Potsdam (GFZ), Co-Direktor des Zentralasiatischen Instituts für angewandte Geowissenschaften (ZAIAG) in Bischkek, Kirgistan[10]
- 2018 – Tara Stella Deetjen, Entwicklungshelferin und Gründerin der Hilfsorganisation Back to Life e. V.[11]
- 2019 – Manfred Weisensee, Geodät, Hochschullehrer und Präsident der Jade Hochschule[12]
- 2021 – Mojib Latif, Klimaforscher und Präsident der Deutschen Gesellschaft Club of Rome[13]
- 2022 – Antje Boetius, Meeresbiologin und Präsidentin des Alfred-Wegener-Institut[14]
- 2023 – Margot Käßmann, Evangelisch-lutherische Theologin und Pfarrerin[15]
- 2024 – Thomas Luhmann, Wissenschaftler, Forscher und Hochschullehrer[16][17]